# Peggy Noonan
Margaret Ellen Noonan, detta Peggy (New York, 7 settembre 1950) è un'editorialista statunitense per il The Wall Street Journal  che collabora attivamente anche con NBC News e con ABC News. 
In passato ha scritto discorsi per il presidente Ronald Reagan dal 1984 al 1986. Cinque dei libri di Noonan sono stati best seller del New York Times.
Noonan è stata nominata per il Premio Emmy per il lavoro svolto in America: A Tribute to Heroes. È apparsa in anche This Week della ABC e Meet The Press della NBC.

## Biografia
Nata a Brooklyn, New York nel 1950 da un marinaio di origini irlandesi, si è laureata alla Rutherford High School e alla Fairleigh Dickinson University. Ha poi inizialmente lavorato come giornalista quotidiano della CBS Radio con Dan Rather definito da lei stessa "il miglior capo che abbia mai avuto". Dal 1975 al 1977 ha svolto il turno notturno come giornalista alla WEEI Radio di Boston, dove è stata poi nominata Direttore editoriale e degli affari pubblici.

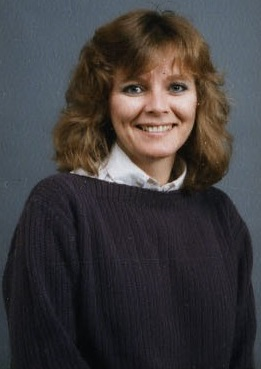
Noonan nel 1986

Nel 1978 e nel 1979 ha ricoperto il ruolo professore a contratto di giornalismo alla New York University .

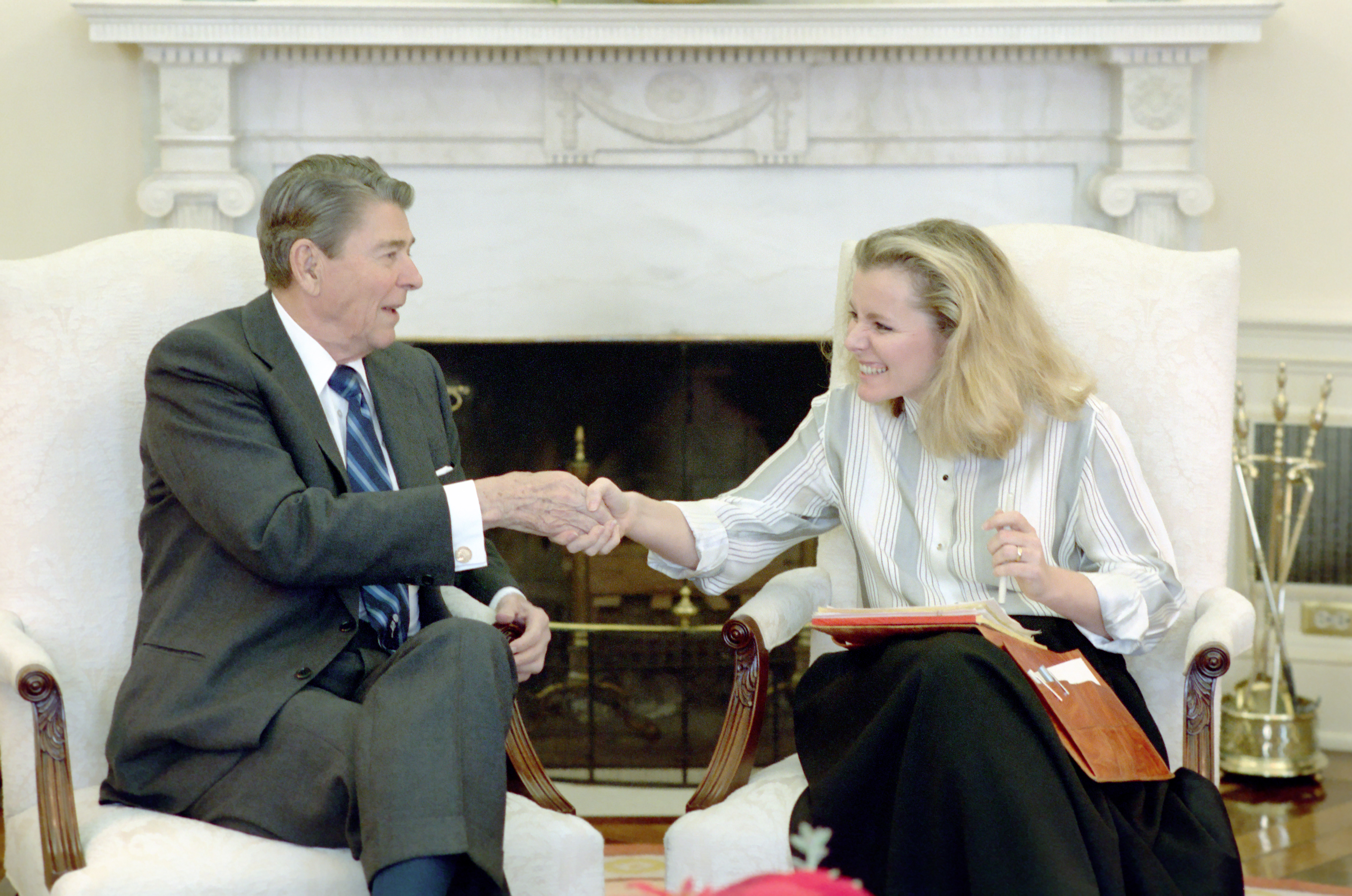
Noonan con il Presidente Ronald Reagan nel 1988

Nel 1984, Noonan, si occupò di scrivere il discorso "Boys of Pointe du Hoc" per il presidente Ronald Reagan nel 40º anniversario del D-Day. Ha poi scritto il discorso alla nazione dopo l'esplosione dello Space Shuttle Challenger, utilizzando le parole del poeta John Magee sugli aviatori che "hanno lasciato i legami scontrosi della Terra...e toccato il volto di Dio". Questo discorso fu poi classificato come l'ottavo miglior discorso politico americano del XX secolo da parte dei docenti dell'Università del Wisconsin-Madison e della Texas A&M University . Successivamente dopo la fine del mandato Reagan, Nooan ha lavorato come consulente per The West Wing.
Nel 1995, Noonan ha ricevuto il Golden Plate Award dell'American Academy of Achievement presentato dal membro del Consiglio degli Awards e autore vincitore del Premio Pulitzer Edmund Morris.
A metà agosto 2004, ha preso un breve congedo non retribuito dal Wall Street Journal per partecipare alla campagna per la rielezione di George W. Bush.
Durante la campagna presidenziale del 2008, ha poi scritto sulla candidatura alla vicepresidenza di Sarah Palin sul Wall Street Journal. In un articolo di opinione, Noonan ha espresso il suo punto di vista secondo cui Palin non ha dimostrato "gli strumenti, le attrezzature, la conoscenza o le basi filosofiche che si spera e ci si aspetta in un detentore di alte cariche", concludendo che la candidatura di Palin ha segnato una "volgarizzazione nella politica americana", asserendo che "questo non va bene...per il conservatorismo...il Paese". Tale commento ha provocato una reazione da parte di molti conservatori.
Noonan è ora un'autrice, un editorialista per il Wall Street Journal e un commentatore di diversi programmi di notizie, inclusa la CNN, dove ha preso le distanze dai repubblicani conservatori e dalla presidenza di Donald Trump. Fa parte del comitato ed è uno dei membri fondatori di wowOwow.com, insieme a Liz Smith, Lesley Stahl, Mary Wells Lawrence e Joni Evans.
Nel 2017, ha vinto il Premio Pulitzer per il miglior giornalismo di commento, per "essere all'altezza del momento con colonne splendidamente rese che collegavano i lettori alle virtù condivise degli americani durante una delle campagne politiche più controverse della nazione".

## Vita privata
Nel 1985, Noonan ha sposato Richard W. Rahn, allora capo economista presso la Camera di Commercio degli Stati Uniti. Nel 1987 hanno avuto il loro primo e unico figlio Will.
Noonan e suo marito hanno divorziato dopo cinque anni di matrimonio. Nel 1989 a vivere con suo figlio a New York. Nel 2004, secondo un'intervista a Crisis Magazine, viveva in un brownstone a Brooklyn Heights con suo figlio, che frequentava la vicina Saint Ann's School.

## Critica
Sebbene la redazione dei discorsi di Noonan sia stata elogiata, i suoi libri e i suoi articoli per il Wall Street Journal sono stati fonte di molte critiche. I critici hanno individuato la sua dipendenza da aneddoti personali con lo scopo di fare affermazioni sugli eventi attuali e sui cambiamenti nella politica e nella società americana.
Nel suo libro What I Saw at the Revolution, racconta di aver visto due senzatetto fuori dalla Casa Bianca per poi commentare: "A Washington negli anni Ottanta, come in ogni città americana, la gente di strada non cercava più di suscitare empatia o di creare un connessione che potrebbe spingere una mano in una tasca. Spesso cercavano di minacciare ... A Washington negli anni ottanta i pazzi venivano freddamente usati per promuovere obiettivi ideologici: la crudeltà in nome di una più alta compassione, progettata da uomini e donne che erano lodati dalla stampa per la loro decenza e preoccupazione ". Il giorno prima delle elezioni presidenziali degli Stati Uniti del 2012, Noonan scrisse un articolo sul suo blog del Wall Street Journal prevedendo una vittoria di Mitt Romney dopo aver visto i cartelli di un suo cantiere durante un viaggio in Florida. Naturalmente questa sua previsione ha ricevuto forti critiche da parte degli opinionisti. In un articolo del marzo 2013, ha poi parlato di un viaggio in un hotel aeroportuale a corto di personale per poi accusare l'amministrazione Obama per essere stata troppo distratta sulla creazione di posti di lavoro e sulla spesa per le infrastrutture, anche se proprio quest'ultime erano il fulcro dell'American Recovery and Reinvestment Act di Obama, che Noonan aveva precedentemente criticato nel novembre 2010. Nell'agosto 2019, Noonan è stata derisa per aver scritto un articolo sul sostegno di Donald Trump tra gli ispanici americani incentrata su una conversazione che aveva avuto con un'amica dominicana che lavorava al banco della gastronomia del suo negozio di alimentari. Nel giugno 2019, ha scritto un articolo sulla lealtà dei sostenitori del presidente Trump basata sulle conversazioni che ha avuto con sua sorella e suo zio.
Durante l'uragano Katrina, ha chiesto che i saccheggiatori a New Orleans fossero fucilati. Henry Giroux ha definito "una logica a malapena codificata per sparare ai neri a basso reddito".
Temi ricorrenti nei libri e negli articoli di Noonan includono il declino della civiltà, delle grazie sociali, della religiosità, del patriottismo, del bipartitismo e dello statismo nella politica e nella società americana contemporanea, nonché lodi durature per figure politiche conservatrici del passato come Ronald Reagan e George H. W. Bush. Di conseguenza, la sua scrittura è criticata per essere eccessivamente nostalgica.
Nel giugno 2019, dopo che Noonan invitò i Democratici del Congresso a censurare il presidente Trump sulla scia del Rapporto Mueller, Trump l'ha attaccata su Twitter, definendola "semplicistica" e affermando che "è bloccata nella gloria passata di Reagan".
Nel giugno 2022, dopo che Noonan aveva scritto un articolo sul Wall Street Journal in cui diceva che il Partito Repubblicano stava "rinnegando" Donald Trump in seguito all'assalto del Campidoglio degli Stati Uniti nel gennaio 2021, Trump ha risposto criticando la Noonan definendola "una debole e fragile RINO [Republican In Name Only]...che ha fatto per Ronald Reagan molto meno di quanto affermi e che parlò male di lui e del suo modo di parlare".

## Opere
- 1990: What I Saw at the Revolution: A Political Life in the Reagan Era (ISBN 0-8129-6989-8 )
- 1994: Life, Liberty and the Pursuit of Happiness (ISBN 1-55850-509-1 )
- 1998: Semplicemente parlando: come comunicare le proprie idee con stile, sostanza e chiarezza (ISBN 0-7881-6775-8 )
- 1999: Parlando bene (ISBN 0-06-098740-5 ) (edizione tascabile di "Simply Speaking")
- 1999: Character Above All (ISBN 0-684-82709-3 ) (un capitolo in un'antologia)
- 2000: Il caso contro Hillary Clinton (ISBN 0-06-039340-8 )
- 2001: When Character Was King: A Story of Ronald Reagan (ISBN 0-14-200168-6 )
- 2003: Un cuore, una croce e una bandiera (ISBN 0-7432-5005-2 )
- 2005: John Paul The Great: Remembering a Spiritual Father (ISBN 0-670-03748-6 )
- 2008: Patriotic Grace: cos'è e perché ne abbiamo bisogno ora (ISBN 978-0-06-173582-0 )
- 2015: The Time of Our Lives: Collected Writings (ISBN 978-1-45-556313-5 )